# Cazadores de los Alpes

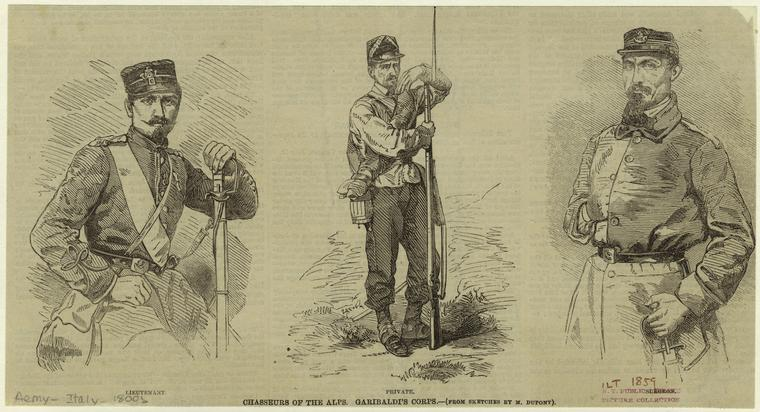
Uniforme de los Cazadores de los Alpes.

Los cazadores de los Alpes (en italiano: Cacciatori delle Alpi) era un cuerpo militar especial creado por Giuseppe Garibaldi en 1859 para ayudar al ejército regular Piamontés a liberar la parte norteña de Italia en la Segunda Guerra italiana de la Independencia. 
Como su nombre indica, operaron en los Alpes. Entre sus victorias en la Segunda Guerra de la Independencia destacan las obtenidas en Varese y Como.
Su general los utilizó incluso durante la tercera guerra italiana de la independencia en 1866 contra los austriacos, luchando en el lado prusiano. En esta ocasión, 40.000 voluntarios demostraron su valor alcanzando la única victoria italiana durante el conflicto (la batalla de Bezzecca, el 21 de julio de 1866), y casi tomando la ciudad de Trento. 